# ملعب تسيونغ كوان أو الرياضي

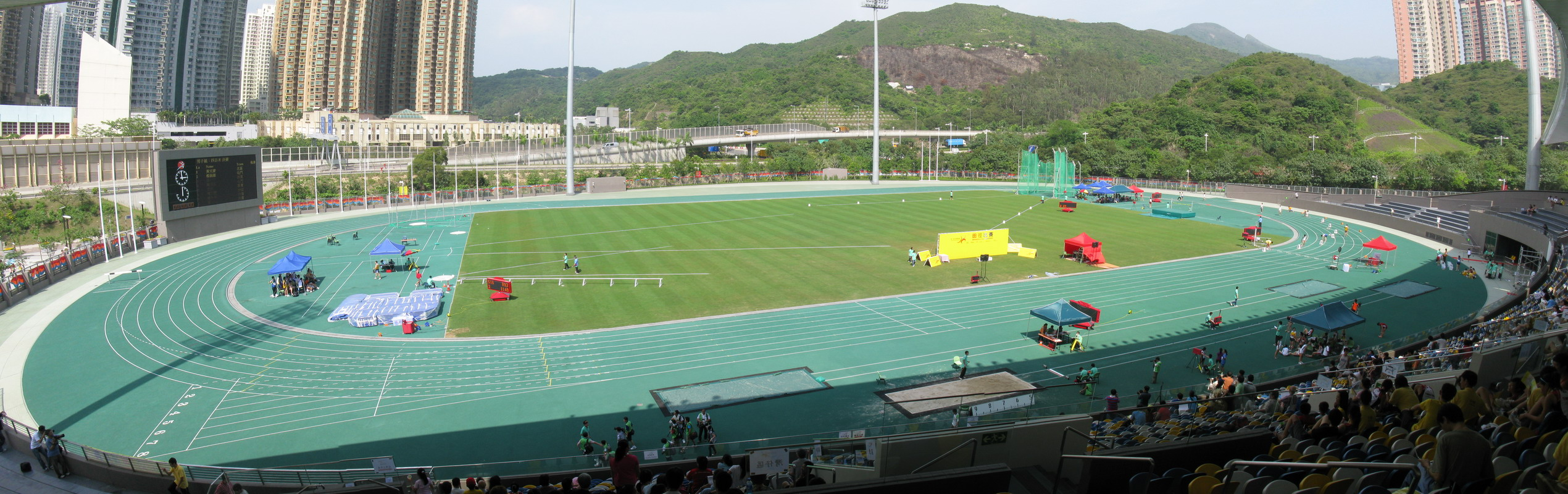
ملعب تسيونغ كوان أو الرياضي

ملعب تسيونغ كوان أو الرياضي هو ملعب رياضي متعدد الاستخدام في هونغ كونغ. يسع الملعب لجلوس 3,500 متفرج. وهو الملعب الرئيسي لنادي كيتشي.